# Јавански тигар
Јавански тигар (лат. Panthera tigris sondaica) је изумрла подврста тигра која је насељавала острво Јава.

## Опис
Јавански тигар је био мањи у односу на друге подврсте тигра. Мужјаци су били тешки 100—140 кг, а дугачки 2,45 м. Женке су тежиле 75—115 кг са мањом дужином тела од мужјака.

## Изумирање
Вероватно је изумро 1980-их, као последица лова и уништења станишта. Последњи примерак је виђен 1972. године. Праћењем трагова 1979. године утврђено је да постоје још 3 тигра у дивљини. Могуће је да је преживела мања популација ових тигрова на западу Јаве, где су 1990-их пријављивана непотврђена виђења.